# Communauté de communes du Pays Neslois
Die Communauté de communes du Pays Neslois war ein französischer Gemeindeverband mit der Rechtsform einer  Communauté de communes im Département Somme in der Region Hauts-de-France. Sie wurde am 22. Mai 1964 gegründet und umfasste 24 Gemeinden. Der Verwaltungssitz befand sich im Ort Nesle.

## Historische Entwicklung
Am 1. Januar 2017 wurde der Gemeindeverband mit der Communauté de communes du Pays Hamois zur neuen Communauté de communes de l’Est de la Somme zusammengeschlossen.

## Ehemalige Mitgliedsgemeinden
1. Béthencourt-sur-Somme
2. Billancourt
3. Breuil
4. Buverchy
5. Cizancourt
6. Curchy
7. Épénancourt
8. Falvy
9. Grécourt (Somme)
10. Hombleux
11. Languevoisin-Quiquery
12. Licourt
13. Mesnil-Saint-Nicaise
14. Morchain
15. Moyencourt
16. Nesle
17. Pargny
18. Potte
19. Rethonvillers
20. Rouy-le-Grand
21. Rouy-le-Petit
22. Saint-Christ-Briost
23. Villecourt
24. Voyennes